# CT Logistics
Công ty giao thông thương mại, dba CT Logistics, là một tập đoàn toàn cầu cung cấp các giải pháp quản lý chuỗi cung ứng.

## Giới thiệu về CT Logistics
CT Logistics được thành lập vào năm 1923. CT Logistics thực hiện kiểm toán cước và dịch vụ thanh toán cước.
Công ty giao thông thương mại, dba CT Logistics, được thành lập vào năm 1923 bởi: HR Snyder (chủ tịch đầu tiên), WA Aichele, CC Kalbrunner, VC Borrows và HW Elsner.
CT Logistics xử lý thanh toán cước vận chuyển tuân thủ Đạo luật Sarbanes-Oxley trong tất cả các chế độ cho các hãng và khách hàng của tất cả các ngành. Công ty sử dụng 7 đến 10 năm lưu trữ dữ liệu trực tuyến. CT Logistics tư vấn về tất cả các khía cạnh của chuỗi cung ứng.